# 杰外动漫
北京杰外动漫文化股份有限公司（英語：JY Animation Inc.；新三板：835948，简称：杰外动漫）是一家从事动画片版权经纪及新媒体发行的公司，2010年11月在北京市成立。2016年2月24日，公司于新三板挂牌上市。
杰外动漫目前代理和发行的动画主要有：米老鼠系列、兔八哥系列、猫和老鼠系列、加菲猫系列、丁丁历险记系列等美国动画片和《蜡笔小新》、《哆啦A梦》、《精灵宝可梦》、《夏目友人帐》、《黑子的篮球》、《网球王子》等日本动画片，以及《铁扇公主》、《骄傲的将军》等中国动画片。